# Télémagino
Télémagino est une chaîne de télévision québécoise spécialisée de catégorie B en langue française appartenant à WildBrain et lancée originellement le 5 juillet 2010. Elle ciblait initialement les jeunes d'âge préscolaire avant d'élargir sa cible.

## Histoire
En mars 2006, Astral Media a obtenu une licence auprès du CRTC pour le service Vrak Junior s'adressant aux enfants de 2 à 6 ans. La chaîne a été lancée le 5 juillet 2010 sous le nom Playhouse Disney Télé exclusivement aux abonnés de Bell Télé.
Le 6 mai 2011, Playhouse Disney devient Disney Junior,. Le 22 décembre 2011, Astral Media annonce l'ajout de Disney Junior et Disney XD sur le réseau de Cogeco.
Le 16 mars 2012, Bell Canada (BCE) annonce son intention de faire l'acquisition d'Astral Media. incluant Disney Junior, pour 3,38 milliards de dollars. La transaction a été refusée par le CRTC. Bell Canada a alors déposé une nouvelle demande et annonce le 4 mars 2013 qu'elle se départ de ses chaînes Family, Disney Junior et Disney XD.
Le 23 mai 2013, la version haute définition de la chaîne a été lancée.
Le 27 juin 2013, le CRTC a approuvé la demande d'acquisition d'Astral par Bell. Family, Disney XD et Disney Junior dans les deux langues, sont placées dans une fiducie dans l'attente d'un acheteur. Le 28 novembre 2013, DHX Media, basé à Halifax, se porte acquéreur des quatre chaînes sous approbation du CRTC.
Le 3 juin 2013, Shaw Direct propose désormais Disney XD et Disney Junior en français.
Le 16 avril 2015, Corus Entertainment annonce avoir récupéré les droits canadiens de Disney Channel. DHX Media perdant donc les droits de Disney, il annonce alors le renommage de Disney Junior en Famille Junior puis finalement Télémagino en novembre 2015.
Le 18 septembre 2015, Disney Junior est devenu Télémagino et Family Jr. pour la version anglophone.
Télémagino reprend la programmation de Family, Family Jr et Family CHRGD.

### Identité visuelle

Logo de Playhouse Disney télé du 5 juillet 2010 au 6 mai 2011.
Logo de Disney Junior du 6 mai 2011 au 18 septembre 2015.
Logo de Télémagino depuis le 18 septembre 2015.